# 16 juli
16 juli är den 197:e dagen på året i den gregorianska kalendern (198:e under skottår). Det återstår 168 dagar av året.

## Namnsdagar

### I den svenska almanackan
- Nuvarande – Reinhold och Reine
- Föregående i bokstavsordning
  - Raineldes – Namnet fanns, till minne av ett brabantiskt helgon från 600-talet, på dagens datum före 1795, då det utgick till förmån för Reinhold.
  - Reine – Namnet infördes på dagens datum 1986 och har funnits där sedan dess.
  - Reinhold – Namnet förekom under 1600-talet på 12 januari. 1795 infördes det på dagens datum och har funnits där sedan dess.
  - Reino – Namnet infördes på dagens datum 1986, men utgick 1993.
  - Rut – Namnet förekom på dagens datum under 1600-talet. 1901 infördes det på 4 januari och har funnits där sedan dess.
  - Susanna – Namnet förekom på dagens datum under 1600-talet, innan det 1706 infördes på 11 augusti, där det har funnits sedan dess.
- Föregående i kronologisk ordning
  - Före 1795 – Raineldes, Rut och Susanna
  - 1795–1900 – Reinhold
  - 1901–1985 – Reinhold
  - 1986–1992 – Reinhold, Reine och Reino
  - 1993–2000 – Reinhold och Reine
  - Från 2001 – Reinhold och Reine
- Källor
  - Brylla, Eva (red.): Namnlängdsboken, Norstedts ordbok, Stockholm, 2000. ISBN 91-7227-204-X
  - af Klintberg, Bengt: Namnen i almanackan, Norstedts ordbok, Stockholm, 2001. ISBN 91-7227-292-9

### Finlandssvenska almanackan
- Nuvarande från 1929[1] – Reinhold
- I föregående revideringar[a][2]
  - inga ändringar sedan 1929

## Händelser
- 622 – Profeten Muhammed flyr från Mekka, där hans nya lära inte accepteras, till Yathrib, som strax därefter istället får namnet ”Profetens stad” (arabiska: Madinat an-nabi, som i kortform blir Medina) och där börjar man skapa det första muslimska samhället. Denna flykt, som kallas Hijra, blir utgångspunkten för den muslimska kalendern, som alltså räknar den kristna tideräkningens år 622 som sitt år 1. Under de tio åren fram till Muhammeds död (632) expanderar den nya religionen sina domäner över hela Arabiska halvön och under århundradet därefter expanderar den över hela Mellanöstern, Nordafrika och Iberiska halvön.
- 1048 – Benedictus IX blir avsatt efter åtta månader som påve och när Poppo av Curagnoni dagen därpå väljs till påve (med namnet Damasus II) låter han omgående bannlysa Benedictus, då han anklagas för simoni (att köpa eller sälja kyrkliga ämbeten). Denne har nämligen varit påve tre gånger (1032–1044, våren 1045 och sedan november 1047) och avgick 1044 genom att sälja påveämbetet till sin gudfar Gregorius VI. Vad som händer Benedictus efter denna tredje och sista avgång är något oklart, men troligen avlider han i mitten av 1050-talet.
- 1054 – Sedan den östortodoxa och romersk-katolska kyrkan under flera århundraden har glidit allt längre ifrån varandra inträffar denna dag vad som anses vara kulmen på brytningen mellan dem,[3] genom att påve Leo IX:s sändebud kardinal Humbertus av Silva Candida träffar patriarken Michael Cerularius i Konstantinopel och påven och patriarken ömsesidigt låter bannlysa varandras ämbeten. Det är alltså inte personerna Leo och Michael, som blir bannlysta utan påve- och patriarkdömena i sig. Därför kvarstår bannlysningarna efter deras död och under flera århundraden. Faktum är att det dröjer till 1964 (det vill säga 910 år), innan den dåvarande påven Paulus VI och patriarken Atenagoras I vid ett gemensamt möte låter häva bannlysningarna. Brytningen mellan de båda kyrkorna, som båda hävdar sig predika Jesu Kristi sanna lära, kvarstår dock än idag (2025).
- 1212 – En kristen styrka på 50 000 man besegrar en muslimsk här på 200 000 man i slaget vid Las Navas de Tolosa. Detta blir en avgörande seger för de kristna och vändpunkten i den kristna återerövringen av Iberiska halvön, som har pågått sedan den muslimska invasionen 711. Även om återerövringen tar nästan ytterligare 300 år är det nu de kristna, som har fått initiativet i kampen om halvön och under resten av 1200-talet återerövras det mesta av nuvarande södra Spanien och Portugal (förutom emiratet Granada, som inte faller förrän 1492).
- 1465 – En burgundisk styrka på 20 000 man under greve Karl den djärves av Charolais ledning kämpar mot en fransk här på 15 000 man, ledd av den franske kungen Ludvig XI i slaget vid Montlhéry strax söder om Paris. Slaget får ingen avgjord vinnare och påverkar därför inte det pågående fransk-burgundiska kriget nämnvärt.
- 1661 – Banken Stockholm Banco (som är föregångaren till Sveriges riksbank, som grundas 1668) börjar utge Europas första pengasedlar, som blir mycket lättare att hantera än kopparmynt (särskilt de gigantiska kopparmynt på flera kilo, som har utgetts strax innan). Dessa första sedlar är krediter, som alltså ska kunna inlösas mot koppar i banken, men de blir under utgivningsåren 1661–1664 så populära, att folk till och med betalar överpris för dem. Dessutom faller banken för frestelsen att utge fler sedlar än de har täckning för, vilket leder till att de sjunker i värde. 1664 dras därför sedelutgivningen in och sedlarna dras tillbaka – vilket gör att värdet börjar stiga igen.
- 1705 – En svensk styrka på 7 000 man under generalmajor Adam Ludwig Lewenhaupts ledning besegrar en dubbelt så stor rysk här, ledd av fältmarskalk Boris Sjeremetev i slaget vid Gemauerthof i Livland. Den svenska segern blir dock bara symbolisk, då ryssarna snart kan omgruppera, medan Lewenhaupts här inte är i stridsdugligt skick, när ryssarna i augusti invaderar Kurland och svenskarna drar sig tillbaka till Riga. Dessutom är svenska huvudarmén under det pågående stora nordiska kriget inriktad på kampen mot Polen, som pågår samtidigt.
- 1860 – Ångbåtskanalen Tamms kanal i Hälsingland invigs, två år efter färdigställandet 1858. Den har anlagts på uppdrag av och uppkallats efter friherre Per Adolf Tamm, som har låtit anlägga den för att frakta järnmalm från Bergslagen via Bottniska viken till sina masugnar vid Dellensjöarna. Tamm har planer på att förlänga kanalen, men byggandet av en järnväg gör att detta aldrig blir av och efter 16 år slutar man använda kanalen för järnmalmsfrakt, eftersom man har anlagt en järnväg på samma sträcka.
- 1945 – Amerikanska armén genomför det så kallade Trinitytestet, där man genomför världens första provsprängning av en atombomb. Detta är en del av det så kallade Manhattanprojektet, där amerikanska forskare sedan 1942 har försökt framställa en dylik bomb. Testet genomförs i öknen tio mil nordväst om Alamagordo i den amerikanska delstaten New Mexico och dagen och platsen anses allmänt som startpunkten för atomåldern.
- 1952 – Den svenska jagaren HMS Halland (J18) sjösätts vid Götaverken i Göteborg. Tillsammans med sitt systerfartyg HMS Småland (J19) (sjösatt 23 oktober samma år) kommer hon att utgöra den så kallade Halland-klassen, som blir den största och mest slagkraftiga jagarklassen, som någonsin ingår i svenska flottan. Dessa båda fartyg blir också de första i världen, som utrustas med sjömålsrobotar. Halland förblir i tjänst till 1987 då hon utrangeras och sedan huggs upp i Spanien. Systerfartyget Småland tas ur tjänst redan 1979 och utrangeras 1984, men blir sedan museifartyg i Göteborgs hamn, där hon ligger än idag (2025).
- 1969 – Månlandaren Apollo 11 skjuts upp från John F. Kennedy Space Center vid halv tio på morgonen. Detta blir kulmen på den amerikanska rymdkapplöpningen mot Sovjetunionen, då det blir den första bemannade månfärden och två personer ur dess besättning landstiger på månen, när Apollo 11 landar där fyra dagar senare.
- 2019 – Travstjärnan Aubrion du Gers frontalkrockar med stallkamraten Cyrano du Pont under ett träningspass på Jean-Michel Bazires träningscamp i Solesmes i nordvästra Frankrike. Båda hästarna avlider.[4][5]

## Födda
- 1194 – Klara av Assisi, italiensk franciskannunna, ordensstiftare och helgon
- 1613 – Alderano Cibo, italiensk kardinal
- 1623 – Bengt Gabrielsson Oxenstierna, svensk greve, diplomat, ämbetsman och riksråd, Sveriges kanslipresident
- 1723 – Joshua Reynolds, brittisk målare
- 1731 – Samuel Huntington, amerikansk jurist, politiker och revolutionär, guvernör i Connecticut
- 1746 – Giuseppe Piazzi, italiensk astronom
- 1773
  - Thomas Worthington, amerikansk demokratisk-republikansk politiker, senator för Ohio samt guvernör i samma delstat
  - Josef Jungmann, tjeckisk språkforskare
- 1823 – Johannes Jonson, svensk hemmansägare och riksdagsman
- 1864 – Carl Nærup, norsk litteraturkritiker
- 1872 – Roald Amundsen, norsk polarforskare
- 1888 – Frits Zernike, nederländsk fysiker, mottagare av Nobelpriset i fysik 1953
- 1889 – Joe Jackson, amerikansk basebollspelare med smeknamnet Shoeless Joe
- 1892 – Bertil Ehrenmark, svensk skådespelare
- 1896
  - Gottlob Berger, tysk SS-officer
  - Trygve Lie, norsk arbeiderpartistisk politiker med olika norska ministerposter 1935–1945 och 1963–1965, FN:s generalsekreterare 1946–1952
- 1897 – Hjalmar Karlgren, svensk jurist
- 1900 – Sölve Cederstrand, svensk journalist, manusförfattare och regissör
- 1903
  - Adalberto Libera, italiensk arkitekt
  - Mary Philbin, amerikansk skådespelare
- 1904 – Leo-Jozef Suenens, belgisk ärkebiskop och kardinal
- 1907 – Barbara Stanwyck, amerikansk skådespelare
- 1910
  - Olle Janson, svensk skådespelare
  - Folke Andersson, svensk skulptör och konstnär
- 1911 – Ginger Rogers, amerikansk skådespelare och dansare
- 1916 – Gunnar Wersén, svensk sångtextförfattare, dramatiker och radioman
- 1926
  - Irwin Rose, amerikansk biokemist, mottagare av Nobelpriset i kemi 2004
  - Sigyn Sahlin, svensk skådespelare, scripta och klädformgivare
- 1932 – Dick Thornburgh, amerikansk republikansk politiker, USA:s justitieminister 1988–1991
- 1934 – Donald M. Payne, amerikansk demokratisk politiker, kongressledamot
- 1936 – Yasuo Fukuda, japansk politiker, Japans premiärminister 2007–2008
- 1941 – George Young, brittisk konservativ politiker, parlamentsledamot 1974–, Storbritanniens transportminister 1995–1997
- 1946 – Barbara Lee, amerikansk demokratisk politiker
- 1948
  - Rubén Blades, panamansk sångare, låtskrivare, salsaartist, skådespelare, advokat och politiker, Panamas turistminister 2004–
  - Lars Lagerbäck, svensk fotbollsledare och -tränare, Sveriges förbundskapten i fotboll 2000–2009, Nigerias 2010, Islands 2011-2016
- 1952 – Stewart Copeland, amerikansk trumslagare och filmmusikkompositör
- 1956 – Jerry Doyle, amerikansk skådespelare och radiopersonlighet
- 1957 – Faye Grant, amerikansk skådespelare
- 1958
  - Bengt Bauler, svensk skådespelare och regissör
  - Mike Rogers, amerikansk republikansk politiker, kongressledamot 2003–
- 1964
  - Nino Burdzjanadze, georgisk jurist och politiker, talman i det georgiska parlamentet 2001–2008, Georgiens tillförordnade president 2003–2004 och 2007–2008
  - Miguel Induráin, spansk tävlingscyklist
- 1965 – Bente Hjelm, svensk radiopratare, låtskrivare, sångare, skådespelare och ståuppkomiker
- 1967
  - Will Ferrell, amerikansk komiker, imitatör, skådespelare och författare
  - Mikko Kinnunen, finländsk politiker
- 1970 – Apichatpong Weerasethakul, thailändsk filmregissör, manusförfattare och filmproducent
- 1971 – Corey Feldman, amerikansk skådespelare och fotomodell
- 1973 – Tim Ryan, amerikansk demokratisk politiker
- 1977 – Sara Call, svensk fotbollsspelare, VM-silver 2003
- 1979 – Jayma Mays, amerikansk skådespelare
- 1982 – Carli Lloyd, amerikansk fotbollsspelare
- 1983 – Annie Lööf, svensk centerpartistisk politiker, Centerpartiets partiledare 2011–2023, Sveriges näringsminister 2011–2014
- 1988 – Sergio Busquets, spansk fotbollsspelare
- 1989 – Gareth Bale, brittisk fotbollsspelare
- 1996 – Luke Hemmings, medlem i 5 Seconds of Summer
- 1997 – Tone Sekelius, svensk videobloggare
- 2002 – Sienna Hearn, australisk vattenpolospelare

## Avlidna
- 1216 – Innocentius III, född Lotario dei Conti di Segni, påve
- 1557 – Anna av Kleve, 41, Englands drottning 1540
- 1618 – Olaus Stephani Bellinus, svensk präst och biskop i Västerås stift
- 1647 – Masaniello, 27, neapolitansk upprorsledare
- 1664 – Andreas Gryphius, 47, tysk författare
- 1686 – John Pearson, 73, engelsk teolog
- 1691 – François Michel Le Tellier de Louvois, 50, fransk markis och politiker
- 1729 – Johann David Heinichen, 46, tysk kompositör
- 1743 – Henrik Magnus von Buddenbrock, 58, svensk friherre och militär
- 1747 – Giuseppe Maria Crespi, 82, italiensk målare
- 1782 – Lovisa Ulrika, 61, preussisk prinsessa, Sveriges drottning 1751–1771
- 1828 – William Few, 80, amerikansk politiker, senator för Georgia 1789–1793
- 1868 – Ernst Rietz, 52, svensk språkforskare
- 1882 – Mary Todd Lincoln, 63, amerikansk presidentfru, gift med Abraham Lincoln
- 1904 – Carl Fredric von Sydow, 71, svensk apotekare och riksdagspolitiker
- 1936 – Richard L. Murphy, 60, amerikansk demokratisk politiker, senator för Iowa
- 1956 – Olof Winnerstrand, 80, svensk skådespelare
- 1976 – Sten Axelson, 73, svensk kompositör, sångare och pianist
- 1977 – Marianne Schüler, 52, svensk dansare och skådespelare
- 1980 – Anna Lisa Lundkvist, 78, svensk författare och översättare
- 1981 – Harry Chapin, 38, amerikansk musiker
- 1985 – Heinrich Böll, 67, tysk författare, mottagare av Nobelpriset i litteratur 1972
- 1989 – Herbert von Karajan, 81, österrikisk dirigent
- 1991 – Robert Motherwell, 76, amerikansk målare och konstteoretiker
- 1994
  - Julian Schwinger, 76, amerikansk fysiker, mottagare av Nobelpriset i fysik 1965
  - Julius Sjögren, 95, svensk skådespelare
- 1999 – John F. Kennedy Jr., 38, amerikansk advokat och chefredaktör
- 2004 – George Busbee, 76, amerikansk demokratisk politiker, guvernör i Georgia 1975–1983
- 2008
  - Rut Berggren, 90, svensk författare
  - Lars Magnus Giertz, 99, svensk arkitekt
- 2012
  - Stephen Covey, 79, amerikansk affärsman, föreläsare och författare
  - Jon Lord, 71, brittisk musiker, keyboardist i gruppen Deep Purple
  - Thea Oljelund, 90, svensk journalist och författare
  - Kitty Wells, 92, amerikansk countrysångare
- 2013 – Camilla Odhnoff, 85, svensk botanist och socialdemokratisk politiker, statsråd, landshövding i Blekinge län 1974–1992
- 2014
  - Johnny Winter, 70, amerikansk bluesmusiker
  - Ove Stefansson, 77, svensk skådespelare
- 2016 – Robert Burren Morgan, 90, amerikansk demokratisk politiker, senator (North Carolina)
- 2023
  - Jane Birkin, 76, brittisk-fransk skådespelare och artist[6]
  - Kevin Mitnick, 59, amerikansk hackare och IT-säkerhetskonsult
- 2024 – Ulf Dageby, 80, svensk kompositör, sångare och medlem av Nationalteatern